# グラヴェッローナ・ロメッリーナ
グラヴェッローナ・ロメッリーナ（伊: Gravellona Lomellina）は、イタリア共和国ロンバルディア州パヴィーア県にある、人口約2,700人の基礎自治体（コムーネ）。

## 地理

### 位置・広がり

#### 隣接コムーネ
隣接するコムーネは以下の通り。括弧内のNOはノヴァーラ県所属を示す。
- カッソルノーヴォ
- チラヴェーニャ
- トルナコ (NO)
- ヴィジェーヴァノ

### 気候分類・地震分類
気候分類では、zona E, 2673 GGに分類される。
また、イタリアの地震リスク階級 (it) では、zona 4 (sismicità molto bassa) に分類される
。

## 姉妹都市
- Linards、フランス